# (4342) Freud
(4342) Freud est un astéroïde de la ceinture principale.

## Description
(4342) Freud est un astéroïde de la ceinture principale. Il fut découvert par Eric Walter Elst le 21 août 1987 à La Silla. Il présente une orbite caractérisée par un demi-grand axe de 2,7653 UA, une excentricité de 0,0925 et une inclinaison de 6,0793° par rapport à l'écliptique.
Il fut nommé en hommage au médecin neurologue autrichien Sigmund Freud.

## Compléments